# Ванг (приток Пинга)
Ванг (тайск. แม่น้ำวัง) — река в Северном Таиланде, левый и самый длинный приток реки Пинг.

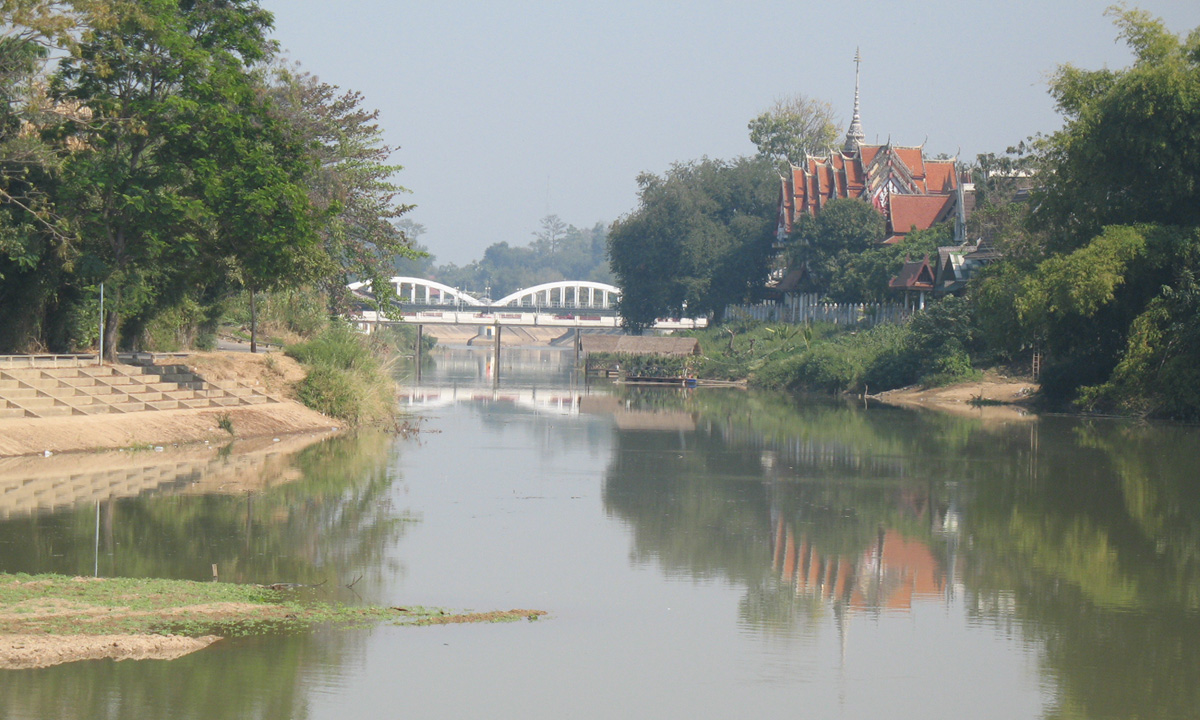
Река Ванг в муниципалитете Лампанг

Истоки реки находятся в провинции Чианграй в нескольких километрах от провинции Лампанг в которой находится крупнейший город на реке (Лампанг). Далее река протекает в провинции Так, где впадает в Пинг.
Длина реки — 335 км, площадь бассейна — 10 792 км².
Основные притоки — Мо, Туй, Сой, входящие вместе с Вангом в речную систему Чаупхраи.